# Peter Carey
Pour les articles homonymes, voir Carey.
Œuvres principales
- Oscar et Lucinda
- La Véritable Histoire du gang Kelly

Peter Carey, né le 7 mai 1943 à Bacchus Marsh en Australie, est un écrivain australien. Il a vécu successivement à Melbourne, Londres, Sydney puis New York. Il a reçu deux fois le prix Booker pour Oscar et Lucinda (1988) et pour La Véritable Histoire du gang Kelly (2001, prix du Meilleur livre étranger). Il est par ailleurs l'un des seuls auteurs avec J.M. Coetzee, Hilary Mantel,  J.G. Farrell et  Margaret Atwood  à l’avoir obtenu à deux reprises.  

## Biographie
À la suite d'un accident d'automobile, Peter Carey a interrompu ses études en chimie et zoologie à l'université Monash de Melbourne et a commencé sa carrière dans le secteur de la publicité. À compter de 1964, tout en poursuivant ses activités professionnelles dans la publicité, Peter Carey a écrit et publié des nouvelles dans des revues de littérature australiennes. La plupart de ces courtes histoires ont été réunies dans un volume intitulé The Fat Man in History qui a été édité en 1974. En 1980, à Sydney, Peter Carey a créé sa propre agence de publicité puis il a revendu ses parts dans les années 1990. 
En 1998, Peter Carey a provoqué une polémique en refusant une invitation de la reine Élisabeth II à lui remettre le prix littéraire britannique de la Fondation du Commonwealth (Commonwealth Writers Prize).
Par ailleurs, Peter Carey est le coauteur du scénario du film Jusqu'au bout du monde du cinéaste allemand Wim Wenders. Il est enseignant à l’université de la ville de New York.

## Œuvres

### Romans
- Le Chemin du Paradis, Félin, coll. « La nouvelle bibliothèque », 1996 ((en) Bliss, 1981), trad. Xavier Pons, 354 p.  (ISBN 2-86645-228-3)
- Un écornifleur, Plon, coll. « Feux croisés », 1995 ((en) Illywhacker, 1985), trad. Jean Guiloineau, 675 p.  (ISBN 2-259-02155-7)
- Oscar et Lucinda, Plon, coll. « Feux croisés », 1990 ((en) Oscar and Lucinda, 1988), trad. Michel Courtois-Fourcy, 646 p.  (ISBN 2-259-02154-9)Prix Booker 1988
- L’Inspectrice, Plon, coll. « Feux croisés », 1993 ((en) The Tax Inspector, 1991), trad. Marc Cholodenko, 425 p.  (ISBN 2-259-02458-0)
- La Vie singulière de Tristan Smith, Plon, coll. « Feux croisés », 2001 ((en) The Unusual Life of Tristan Smith, 1994), trad. André Zavriew, 377 p.  (ISBN 2-259-18209-7)
- Jack Maggs, Plon, coll. « Feux croisés », 1999 ((en) Jack Maggs, 1997), trad. André Zavriew, 344 p.  (ISBN 2-259-18769-2)Prix Miles Franklin 1998
- La Véritable Histoire du gang Kelly, Plon, coll. « Feux croisés », 2003 ((en) True History of the Kelly Gang, 2000), trad. Élisabeth Peellaert, 400 p.  (ISBN 2-259-19507-5)Prix Booker 2001 et prix du Meilleur livre étranger 2003
- Ma vie d’imposteur, Plon, coll. « Feux croisés », 2005 ((en) My Life as a Fake, 2003), trad. Élisabeth Peellaert, 267 p.  (ISBN 2-259-19980-1)
- Haut vol : Histoire d’amour, Christian Bourgois, 2007 ((en) Theft: A Love Story, 2006), trad. Élisabeth Peellaert, 357 p.  (ISBN 978-2-267-01903-2)
- Un autre, Christian Bourgois, 2009 ((en) His Illegal Self, 2008), trad. Élisabeth Peellaert, 330 p.  (ISBN 978-2-267-02022-9)
- Parrot et Olivier en Amérique, Christian Bourgois, 2009 ((en) Parrot and Olivier in America, 2010), trad. Élisabeth Peellaert, 539 p.  (ISBN 978-2-267-02149-3)
- La Chimie des larmes, Actes Sud, coll. « Lettres des antipodes », 2013 ((en) The Chemistry of Tears, 2012), trad. Pierre Girard, 330 p.  (ISBN 978-2-330-02231-0)
- Le Virus de l’amnésie, Actes Sud, coll. « Lettres des antipodes », 2016 ((en) Amnesia, 2014), trad. Johan-Frédérik Hel-Guedj, 384 p.  (ISBN 978-2-330-06049-7)[1]

### Recueils de nouvelles
- (en) The Fat Man in History, 1974
- (en) War Crimes, 1979

### Roman pour la jeunesse
- Le Jackpot, Gallimard Jeunesse, coll. « Folio Junior », 1998 ((en) The Big Bazoohley: A Story for Children, 1995), 122 p.  (ISBN 2-07-059509-9)

### Essais
- (en) A Letter to Our Son, 1994
- (en) 30 Days in Sydney: A Wildly Distorted Account, 2001
- (en) Letter from New York, 2001
- Au pays des mangas avec mon fils, Hoëbeke, coll. « Étonnants voyageurs », 2006 ((en) Wrong about Japan, 2005), trad. Béatrice Vierne, 169 p.  (ISBN 2-84230-252-4)

### Opéras rock
- (en) Illusion, 1986Écrit avec Mike Mullins et Martin Armiger.

### Scénarios
- (en) Bliss, 1985Écrit avec Ray Lawrence.
- (en) Until the End of the World, 1991Écrit avec Wim Wenders.

### Sur quelques ouvrages

#### Le Virus de l'amnésie
En 2010, partout dans le monde, les prisons de conception américaine, infectées par un virus, libèrent leurs prisonniers. Le responsable en est une hackeuse australienne, Gaby Baillieux (Melbourne, 1975). Le promoteur immobilier Woody Townes paie la caution, et charge un ami, le journaliste Felix Moore, en difficulté avec la justice australienne, d'établir une vérité sur les motivations du hackage. Woody Townes, Felix Moore et Celine Baillieux (actrice militante renommée) sont de vieilles connaissances, des années 1970-1975, à l'époque de la crise australo-américaine (fin de l'engagement australien dans la guerre du Viêt Nam, gouvernement Gough Whitlam, chute de celui-ci après menace de fermeture de la base de Pine Gap (NSA & CIA), Jim Cairns, Marshall Green, empire Rupert Murdoch). Dans une propriété retirée de Smiths Gully (Comté de Nillumbik, État de Victoria, Australie du Sud-Est), Felix Moore finit (p. 134) par rencontrer Gaby Baillieux et Paypal, dans un repaire... Le journaliste le plus controversé de sa génération (p. 164) est vite exfiltré dans une cabane rudimentaire dans un méandre du fleuve Hawkesbury (Nouvelle-Galles du Sud), pas très loin de Berowra Waters. Il y écoute les cassettes qu'on lui a confiées, essentiellement sur Gaby, à Carlton, Springvale et Coburg, la visite de sa grand-mère Doris, la fugue à treize ans de la maison familiale (Celine Baillieux et Sando Quinn, député), son hébergement chez Frederic Matovic (p. 188)... Sur le MacIIx de Frederic, ils jouent à Zork, dont il parvient à craquer le code. Grâce au Samoan Peli, employé des Telecom, frère d'Aleki et de Sokosolo, Frederic récupère un modem, une ligne, un accès à de gros ordinateurs et à différents systèmes... Puis une pollution à la dioxine due à l'usine Agrikem est observée, dénoncée, occultée, révélée.